# Анаптіхія
Анаптіхія (Anaptychia) — рід лишайників родини фісцієві (Physciaceae) Physciaceae. Назва вперше опублікована 1848 року.

## Будова
Талом листуватий чи кущистий, у формі листоподібних розеток чи звисаючих розгалужених кущиків. До субстрату кріпиться ризоїдами. Лопаті різної довжини та ширини, по краях часто з війками. Близький до роду фісція, відрізняється особливостями кори, що помітні лише під мікроскопом. Апотеції леканоринові.

## Поширення та середовище існування
Зростає на корі дерев та камінні.

## Галерея

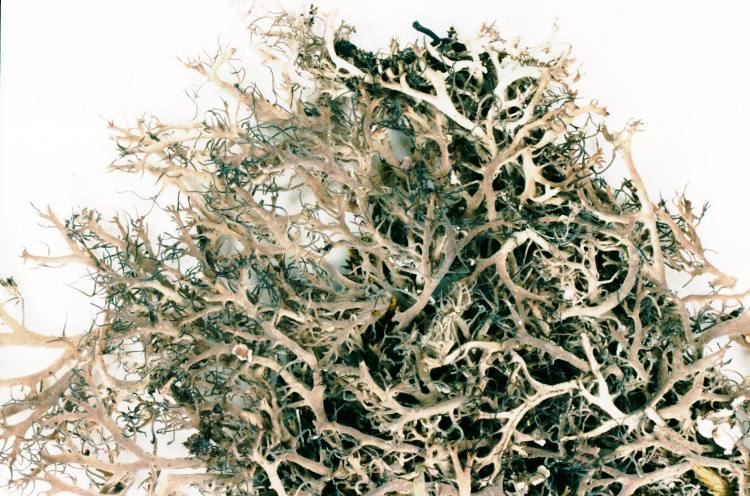
Anaptychia setifera
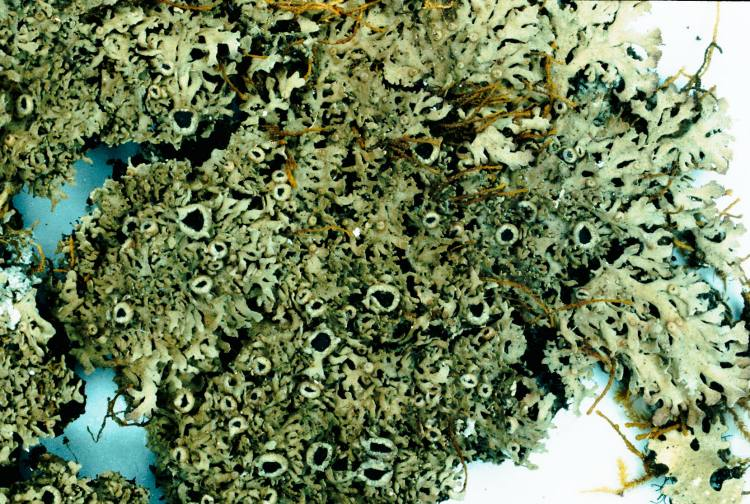
Anaptychia palmulata
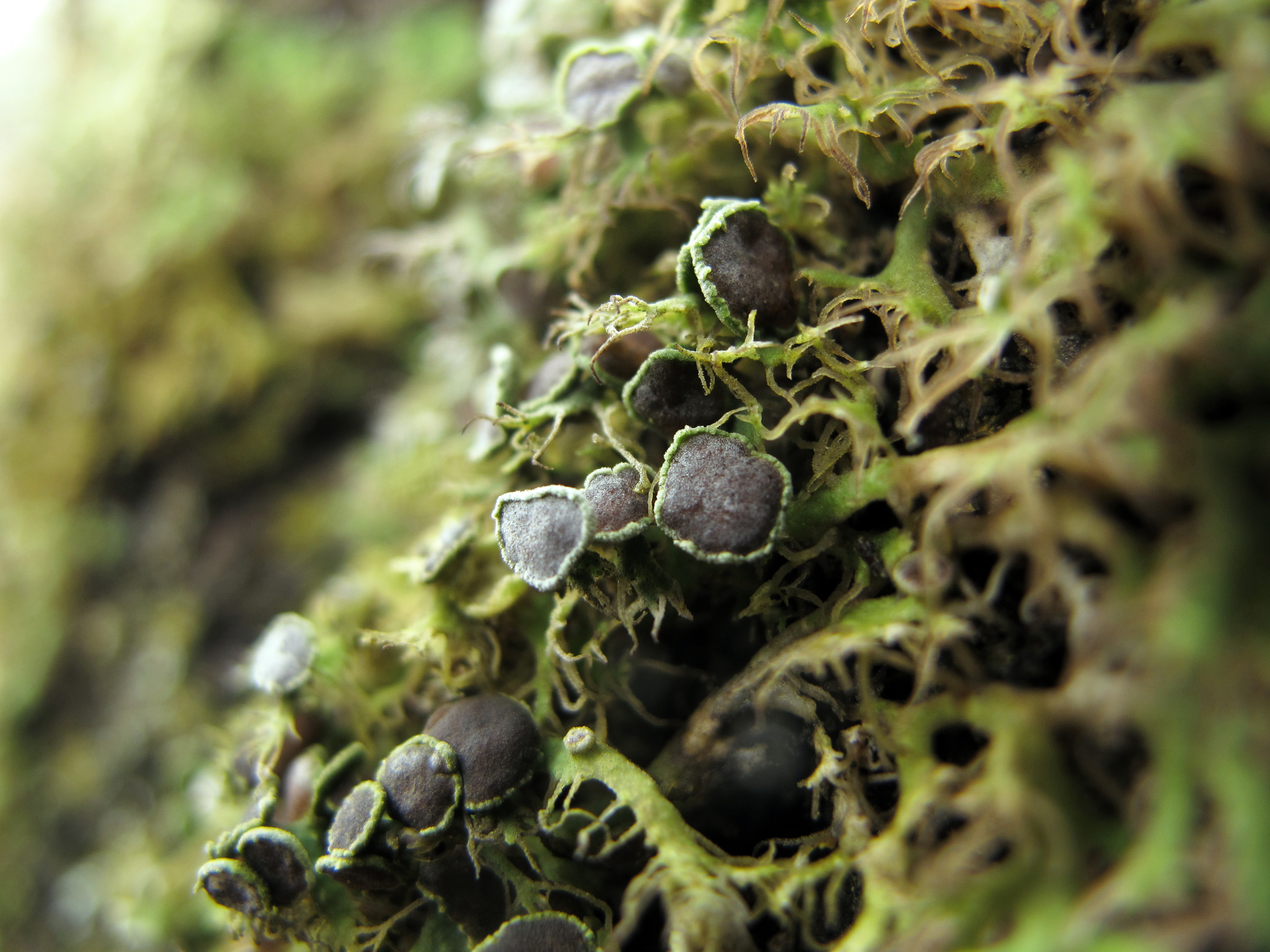
Anaptychia ciliaris

## Види
База даних Species Fungorum станом на 7.10.2019 налічує 4 види роду Anaptychia:
- Anaptychia bryorum
- Anaptychia ciliaris
- Anaptychia isidiza
- Anaptychia runcinata